# Diospyros madagascariensis
Diospyros madagascariensis là một loài thực vật có hoa trong họ Thị. Loài này được (A.DC.) ined. mô tả khoa học đầu tiên.